# Grevillea baxteri
Grevillea baxteri är en tvåhjärtbladig växtart som beskrevs av Robert Brown. Grevillea baxteri ingår i släktet Grevillea och familjen Proteaceae. Inga underarter finns listade i Catalogue of Life.